# Suctobelbella muronokiensis
Suctobelbella muronokiensis är en kvalsterart som beskrevs av K. Fujikawa 2004. Suctobelbella muronokiensis ingår i släktet Suctobelbella och familjen Suctobelbidae. Inga underarter finns listade i Catalogue of Life.